# Wolf und Füchsin
Wolf und Füchsin (sorbisch Wjelk a liška) ist ein Puppentrickfilm von Johannes Hempel von 1951. Er war der erste Trickfilm in der DDR und der erste sorbische Trickfilm. Er ist nur in Fragmenten erhalten und wurde 2025 wieder aufgeführt.

## Inhalt
Die schlaue Füchsin entwendet  einem Bauern seine Fische und trickst danach den tölpelhaften Wolf mehrmals aus.
In vier Szenen treten Füchsin und Wolf jeweils gemeinsam in Erscheinung. Die Kulissen zeigen Merkmale aus Bautzen und den sorbischen Dörfern der Umgebung.

## Hintergründe
Johannes Hempel kam 1950 aus München nach Bautzen.
In den Räumen des Sorbischen Kultur- und Volksbildungsamtes baute er sich ein kleines provisorisches Studio, wobei er von sorbischen Kulturinstitutionen und der sächsischen Landesregierung unterstützt wurde.
Dort drehte  er von Herbst 1950 bis Mai 1951 Wolf und Füchsin, nach einem russischen Volksmärchen. Die Figuren und Kulissen baute und bewegte er zum großen Teil selber. Die Aufnahmen erfolgten mit einer 16-mm-Handkamera. Es gab wahrscheinlich nur eine sorbische Fassung Wjelk a liška. Die geplante Tonspur von Jurij Winar wurde nicht mehr umgesetzt.
Der Film wurde dann in kleineren Veranstaltungen aufgeführt, vor allem in Schulen auf den Dörfern.
Die vollständige Fassung des Filmes ging verloren, auch wegen des unfreiwilligen Wegganges Johannes Hempels von der DEFA 1963. Erhalten blieben lediglich drei Fragmente.
Diese wurden 2025 in Dresden durch die Sächsische Landesbibliothek – Staats- und Universitätsbibliothek Dresden wieder gezeigt.